# 森次政裕
森次 政裕（もりつぐ まさひろ、1998年9月15日 - ）は、日本のダンサー、タレント、俳優。ダンス&ボーカルグループ・超特急のメンバーで、活動名はマサヒロ。山口県出身。スターダストプロモーション第3事業部所属。

## 略歴
小学校から高校まで野球をやっていた。
高校を卒業後、アーティストになることを目標に上京し、ダンスの専門学校に進学してダンスを始める。専門学校を卒業後、様々なアーティストのバックダンサーを務めた。
2020年、メインダンサー&バックボーカルグループ・超特急のファンクラブツアー「BULLET TRAIN FUN CLUB TOUR 2020『Toooooo8』」に、バックダンサーとして参加した。
2022年、超特急の新メンバーオーディションに応募し、8月8日にメインダンサーとして加入する。活動名を「マサヒロ」とする。超特急ではメンバーごとに号車番号と担当があり、マサヒロは「12号車、ごはん担当」が割り振られている。イメージカラーはブラウン。

## 人物

### 超特急加入まで
ダンスの専門学校を卒業後はバックダンサーとして活動していたが、アーティストとバックダンサーの違いを感じ、次第に前に出て踊りたいという気持ちが強まっていった。そんなとき、5号車ユーキのInstagramで超特急の新メンバーオーディションが行われることを知り、応募をすぐに決めた。

### 趣味・特技
趣味は釣り、ファッション、美容、グルメ。特技は野球、水泳などスポーツ全般。

### 家族
3人兄弟。5歳上の双子の兄がいる。

## 出演

### ドラマ
- 超特急、地球を救え。（2022年9月7日 - 28日、テレビ東京） - 本人 役[14]
- ホスト相続しちゃいました 第1話（2023年4月18日、関西テレビ・フジテレビ）[15]
- マサヒロLOVE恋してる(放送時期未定)

### 舞台
- 朗読劇『同姓同名』（2024年5月7日 - 12日、三越劇場） - 主演・大山正紀 役[16]